# Manuel Sarmiento Vallejo
Manuel Sarmiento Vallejo (Bogotá, 27 de junio de 1973) es un actor de teatro, cine y televisión colombiano. Conocido por su papel de El vikingo en la serie A mano limpia y por su papel de Chemo en la serie El Capo.  En 2017 recibió una nominación a los Premios Macondo por su participación en la película Destinos.

## Biografía

### Primeros años
Sarmiento nació en la ciudad de Bogotá en 1973. Cursó estudios de publicidad en la Universidad Jorge Tadeo Lozano de Bogotá, aunque decidió inclinarse más adelante por la actuación, realizando una gran cantidad de talleres a nivel nacional e internacional.

### Carrera
Activo en el teatro, su primera experiencia en televisión ocurrió en el programa de corte juvenil Mutantes de City TV. Luego fue integrado al elenco de la serie juvenil Francisco el Matemático de RCN Televisión, donde interpretó el papel de Alejandro. A partir de ese momento ganó reconocimiento nacional, apareciendo en otras producciones para televisión como Amores cruzados (2005), Pura sangre (2007), El Capo (2009), A mano limpia (2010) y La ley del corazón (2017).
Ha registrado apariciones en producciones cinematográficas como El colombian dream (2005), El amor en los tiempos del cólera (2007), 180 segundos (2012), Destinos (2014) y Uno al año no hace daño (2014), entre otras.

### Vida personal
Su padre era un reconocido abogado de la Corte Suprema de Justicia.

## Filmografía

### Televisión
| Año       | Título                  | Personaje                         | Canal              |
| --------- | ----------------------- | --------------------------------- | ------------------ |
| 2001-2003 | Francisco el matemático | Alejandro 'Jerre Jerre' Domínguez | Canal RCN          |
| 2006      | Amores cruzados         | Andrés                            | Caracol Televisión |
| 2007-2008 | Pura sangre             | Samuel Delgado                    | Canal RCN          |
| 2009-2010 | El capo                 | Chemo                             | Canal RCN          |
| 2010-2013 | A mano limpia           | Milton Mozo 'Vikingo'             | Canal RCN          |
| 2013-2014 | Cumbia Ninja            | Salmón                            | Fox Channel        |
| 2015-2016 | Anónima                 | Gonzalo Zapata                    | Canal RCN          |
| 2016-2019 | La ley del corazón      | Iván Estefan                      | Canal RCN          |
| 2018      | Sitiados                | Grumete                           | Fox Premium        |
| 2020      | La venganza de Analía   | Salvador Suárez                   | Caracol Televisión |
| 2020-2021 | Pa' quererte            | Jorge Morales                     | Canal RCN          |
| 2024      | Klass 95                | Anyelo                            | Caracol Televisión |

## Cine
- Kept (2017) — Matias
- Revenge Strategy (2016) — Sr. Varela
- Detective Marañón (2015) — Marañon
- Uno al año no hace daño (2014) — Marcos
- Destinos (2014) — Piña
- 180 segundos (2012) — Zico
- El amor en los tiempos del cólera (2007)
- El colombian dream (2005)
- La laguna roja (2005)
- Indecepciones (2005)
- Mutantes (2000)

## Premios y nominaciones

### Premios Macondo
| Año  | Categoría             | Película     | Resultado |
| ---- | --------------------- | ------------ | --------- |
| 2017 | Mejor actor principal | Destinos     | Nominado  |
| 2012 | Mejor actor principal | 180 Segundos | Nominado  |